# Série mondiale 1926

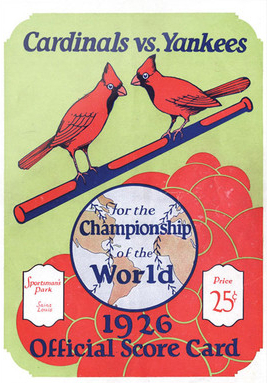
Programme des Cardinals pour la série.

La Série mondiale 1926 était la série finale de la Ligue majeure de baseball de baseball pour l'année 1926. 
Elle opposa les Cardinals de Saint-Louis contre les Yankees de New York. Les Cardinals remportèrent la série.